# Turf Moor
Turf Moor este un stadion de fotbal din Burnley, Lancashire, Anglia. Este stadionul pe care clubul de fotbal Burnley FC joacă meciurile de pe teren propriu încă din 1883. Acest lucru face ca Turf Moor să fie al doilea cel mai utilizat stadion în mod continuu în fotbalul profesionist englez. Stadionul, situat pe Harry Potts Way, numit astfel după managerul cu cel mai îndelungat mandat din cadrul clubului, are o capacitate oficială de 21.944 de locuri.
Burnley a jucat primul meci pe acest stadion în februarie 1883 și a pierdut cu 3-6 în fața rivalei locale Rawtenstall. În 1886, Turf Moor a devenit primul teren de fotbal vizitat de un membru al familiei regale, când prințul Albert Victor a participat la un meci dintre Burnley și Bolton Wanderers. Recordul de asistență a fost stabilit în 1925 când 54.755 de spectatori au asistat la meciul din Cupa Angliei dintre Burnley și Huddersfield Town.